# NEAP
Near Earth Asteroid Prospector - NEAP é uma missão que faz parte de uma série de missões que a SpaceDev escolheu como parte de uma estratégia de longo alcance para a exploração comercial do espaço profundo.
Esta esquema somente foi possível pela ação da SpaceDev que ganhou um contrato do Laboratório de Jato-propulsão - JPL, do estado da Califórnia, Estados Unidos, pois a SpaceDev recebeu a encomenda de varias micro-missões a Marte que deverão custar por missão, menos de 50 milhões de dólares.
Depois de concluído estudos do JPL, a SpaceDev deverá continuar a trabalhar em novas possíveis missões utilizando a mesma nave espacial, em quase que vinte diferentes missões do planeta Mercúrio até o Cinturão de Asteróides.
A SpaceDev, é a primeira firma comercial para a exploração do espaço, com o objetivo de lançar sondas espaciais que deverão pousar em outros corpos celestes. A SpaceDev, pretende ainda vender espaço em suas naves espaciais para a instalação de instrumentos científicos para governos e companhias que desejem explorar o espaço. A SpaceDev também pretender vender os dados coletados que foram obtidos por instrumentos que venha a desenvolver. A firma está baseada no estado de Colorado, nos Estados Unidos.
Porém seu projeto inicial consta o lançamento de uma sonda para interceptar o asteróide 4660 Nereus, foi adiado para 2007. A nave espacial da NEAP deverá ter a forma de um prisma hexagonal com uma massa em torno de 200 kg e seria lançado por meio de um foguete russo. Os planos desta missão ainda não estão terminados, mas possivelmente estaria incluído um segundo lançamento agora usando o foguete Ariane 5 , com a sonda tendo como destino ao asteróide Nereus.